# Chiesina Uzzanese
Chiesina Uzzanese – miejscowość i gmina we Włoszech, w regionie Toskania, w prowincji Pistoia.
Według danych na rok 2004 gminę zamieszkiwały 3983 osoby, 569 os./km².